# チベットノロバ
チベットノロバ（西蔵野驢馬、Equus kiang）とは、ロバの一種。キャン、チベットロバ（西蔵驢馬）とも呼ばれる。

## 特徴
野生のロバでは最大で、肩高は平均140cm、体長は182-214cm、尾長は32ｰ45cm。性的二形はわずかで、オスの体重は350-400kg、メスの体重は250-300kg。頭は大きく、鼻筋は鈍く、凸状の鼻を持つ。たてがみは直立し比較的短い。毛は豊かな栗色で、冬は濃い茶色になり、夏の終わりには滑らかな赤味がかった茶色となる（その時に綿状の毛が抜ける）。夏毛は1.5cm、冬毛はその倍の長さである。脚、腹部、鼻づらの端、耳の内側は全て白色である。濃いチョコレート色の幅広の縞が、背側をたてがみから尾端まで伸びており、尾端は黒褐色の毛房になっている。